# Eucentrobolus tamulus
Eucentrobolus tamulus är en mångfotingart som beskrevs av Pocock 1903. Eucentrobolus tamulus ingår i släktet Eucentrobolus och familjen Pachybolidae. Inga underarter finns listade i Catalogue of Life.